# Лига благосостояния женщин-маори
Лига благосостояния женщин-маори — организация женщин народа маори в Новой Зеландии, занимающаяся социальными и политическими проблемами. Её цель была обозначена как «развитие братства и понимания между маорийскими и европейскими женщинами и сотрудничество с другими женскими организациями, государственными и местными органами власти для продвижения своих взглядов».
Организация была основана в 1951 году в Веллингтоне в результате массового переселения маори из сёл в города Новой Зеландии. На встречах организации Фина Купер была выбрана президентом организации. Через некоторое время отделения движения открылись по всей Новой Зеландии.
Лига занималась в основном обеспечением крова, здравоохранением и образованием. К 1956 году лига насчитывала около 300 отделелений, 88 окружных советов, и более 4000 членов. Её президент Фина Купер стала самой влиятельной женщиной-маори в Новой Зеландии. Но так как Купер со временем всё меньше участвовала в управлении лигой, то в 1957 году ей пришлось уйти с поста президента. На квартальной конференции лиги, в 1958 году, ей было присвоено звание «Te Whaea o te Motu» (Мать нации).
Организация продолжает проводить квартальные конференции и вовлечена в решение многих социальных проблем, в основном связанных со здравоохранением и с образованием маори.